# Puccinia abnormis
Puccinia abnormis ist eine Ständerpilzart aus der Ordnung der Rostpilze (Pucciniales). Der Pilz ist ein Endoparasit von Hühnerhirsen. Symptome des Befalls durch die Art sind Rostflecken und Pusteln auf den Blattoberflächen der Wirtspflanzen. Sie ist in weiten Teilen Amerikas verbreitet.

## Merkmale

### Makroskopische Merkmale
Puccinia abnormis ist mit bloßem Auge nur anhand der auf der Oberfläche des Wirtes hervortretenden Sporenlager zu erkennen. Sie wachsen in Nestern, die als gelbliche bis braune Flecken und Pusteln auf den Blattoberflächen erscheinen.

### Mikroskopische Merkmale
Das Myzel von Puccinia abnormis wächst wie bei allen Puccinia-Arten interzellulär und bildet Saugfäden, die in das Speichergewebe des Wirtes wachsen. Aecien oder Spermogonien der Art sind nicht bekannt. Die zimtbraunen Uredien des Pilzes wachsen beidseitig auf den Wirtsblättern. Seine ebenfalls zimtbraunen Uredosporen sind 18–20 × 17–19 µm groß, zumeist breitellipsoid bis eiförmig und fein stachelwarzig. Die blattunterseitig wachsenden Telien der Art sind schwärzlich, pulverig und früh unbedeckt. Die goldenen Teliosporen sind zweizellig, meist unregelmäßig querseptiert, ellipsoid bis langellipsoid und 30–35 × 12–15 µm groß. Ihre Stiele sind farblos und 50 µm lang.

## Verbreitung
Das bekannte Verbreitungsgebiet von Puccinia abnormis reicht von den USA über Mexiko bis nach Chile und Argentinien.

## Ökologie
Die Wirtspflanzen von Puccinia abnormis sind Echinochloa crus-galli, E zelayenis und E. holciformis. Der Pilz ernährt sich von den im Speichergewebe der Pflanzen vorhandenen Nährstoffen, seine Sporenlager brechen später durch die Blattoberfläche und setzen Sporen frei. Die Art verfügt über einen Entwicklungszyklus, von dem bislang lediglich Telien und Uredien sowie deren Wirt bekannt sind; Spermogonien und Aecien konnten dem Pilz nicht zugeordnet werden.